# BWF International Challenge 2017
Die BWF International Challenge 2017 war die elfte Auflage der BWF International Challenge im Badminton.

## Turniere und Sieger
| Veranstaltung | Herreneinzel                  | Dameneinzel           | Herrendoppel                          | Damendoppel                           | Mixed                              |
| ------------- | ----------------------------- | --------------------- | ------------------------------------- | ------------------------------------- | ---------------------------------- |
| China         | Sun Feixiang                  | Cai Yanyan            | Mohammad Ahsan Rian Agung Saputro     | Du Yue Xu Ya                          | Tomoya Takashina Rie Eto           |
| Iran          | Panji Ahmad Maulana           | Ksenia Polikarpova    | M. R. Arjun Shlok Ramchandran         | Ong Ren Ne Crystal Wong Jia Ying      | nicht ausgetragen                  |
| Österreich    | Kanta Tsuneyama               | Kirsty Gilmour        | Takuto Inoue Yuki Kaneko              | Rira Kawashima Saori Ozaki            | Mikkel Mikkelsen Mai Surrow        |
| Brasilien     | Niluka Karunaratne            | Haruko Suzuki         | Evgeny Dremin Denis Grachev           | Jaqueline Lima Sâmia Lima             | Hugo Arthuso Fabiana Silva         |
| Polen         | Tan Jia Wei                   | Yui Hashimoto         | Łukasz Moreń Wojciech Szkudlarczyk    | Yulfira Barkah Meirisa Cindy Sahputri | Robert Mateusiak Nadieżda Zięba    |
| Vietnam       | Nguyễn Tiến Minh              | Pornpawee Chochuwong  | Satwiksairaj Rankireddy Chirag Shetty | Erina Honda Nozomi Shimizu            | Shi Longfei Tang Pingyang          |
| Japan         | Yu Igarashi                   | Sayaka Takahashi      | Wang Sijie Zhuge Lukai                | Kim So-young Yoo Hae-won              | Wang Sijie Ni Bowen                |
| Frankreich    | Mark Caljouw                  | Kirsty Gilmour        | Liao Min-chun Su Ching-heng           | Asumi Kugo Megumi Yokoyama            | Mark Lamsfuß Isabel Herttrich      |
| Finnland      | Rasmus Gemke                  | Shiori Saito          | Liao Min-chun Su Ching-heng           | Misato Aratama Akane Watanabe         | Tseng Min-hao Hu Ling-fang         |
| Peru          | Ygor Coelho                   | Michelle Li           | Alwin Francis Tarun Kona              | Daniela Macías Dánica Nishimura       | Mario Cuba Katherine Winder        |
| Thailand      | Pannawit Thongnuam            | Hui Xirui             | Kang Jun Zhang Sijie                  | Nami Matsuyama Chiharu Shida          | Wang Sijie Du Peng                 |
| Spanien       | Yu Igarashi                   | Mia Blichfeldt        | Jacco Arends Ruben Jille              | Ayako Sakuramoto Yukiko Takahata      | Sam Magee Chloe Magee              |
| Russland      | Pablo Abián                   | Evgeniya Kosetskaya   | Mark Lamsfuß Marvin Seidel            | Anastasia Chervyakova Olga Morozova   | Marvin Seidel Linda Efler          |
| Nigeria       | Rahul Yadav Chittaboina       | Thilini Pramodika     | Manu Attri B. Sumeeth Reddy           | Thilini Pramodika Kavidi Ishadika     | Misha Zilberman Svetlana Zilberman |
| Ukraine       | Toby Penty                    | Natalya Voytsekh      | K. Nandagopal Rohan Kapoor            | Johanna Goliszewski Lara Käpplein     | K. Nandagopal Mahima Aggarwal      |
| Belgien       | Kento Momota                  | Beatriz Corrales      | Frederik Colberg Rasmus Fladberg      | Selena Piek Cheryl Seinen             | Jacco Arends Selena Piek           |
| Tschechien    | Kento Momota                  | Neslihan Yiğit        | Miłosz Bochat Adam Cwalina            | Erina Honda Nozomi Shimizu            | Mathias Bay-Smidt Alexandra Bøje   |
| Ungarn        | Victor Svendsen               | Neslihan Yiğit        | Frederik Colberg Rasmus Fladberg      | Ekaterina Bolotova Alina Davletova    | Rodion Alimov Alina Davletova      |
| Malaysia      | Iskandar Zulkarnain Zainuddin | Ruselli Hartawan      | Goh Sze Fei Nur Izzuddin              | Misato Aratama Akane Watanabe         | Hiroki Okamura Naru Shinoya        |
| Indien        | Lakshya Sen                   | Tanishq Mamilla Palli | Arun George Sanyam Shukla             | Putri Sari Dewi Citra Jin Yujia       | Chen Tang Jie Goh Liu Ying         |
| Malediven     | nicht ausgetragen             | nicht ausgetragen     | nicht ausgetragen                     | nicht ausgetragen                     | nicht ausgetragen                  |
| Italien       | Pablo Abián                   | Nguyễn Thùy Linh      | Jelle Maas Robin Tabeling             | Ekaterina Bolotova Alina Davletova    | Ben Lane Jessica Pugh              |
| USA           | Lu Chia-hung                  | Natsuki Nidaira       | Marcus Ellis Chris Langridge          | Rachel Honderich Kristen Tsai         | Nyl Yakura Kristen Tsai            |